# Летящият холандец (опера)
„Летящият холандец“ (Der fliegende Holländer) е опера с музика и либрето от Рихард Вагнер.
Историята идва от легендата за Летящия холандец, в която се разказва за кораб, осъден да плава до деня на Страшния съд.
В автобиографията си „Моят живот“ (Mein Leben) от 1870 г. Вагнер твърди, че е бил вдъхновен за написването на операта след прекосяването на бурно море, което той прави от Рига до Лондон през юли и август 1839 г. В своята „Автобиографична скица“ (Autobiographical Sketch) от 1843 г. казва, че е бил завладян от историята на Хайнрих Хайне, която разказва легендата в сатиричната новела „Мемоарите на господин фон Шнабелевопски“ (Aus den Memoiren des Herrn von Schnabelewopski).
Централна тема е изкуплението чрез любовта – тема, към която Вагнер се връща в много от следващите си опери.